# Prezzatrice
Una prezzatrice è un dispositivo, ad azionamento manuale o elettrico, utilizzato per applicare ad una merce (o al suo imballaggio) un'etichetta o un cartellino con l'indicazione del suo prezzo. Sono utilizzate generalmente all'interno di negozi e supermercati.

## Storia
L'origine delle prezzatrici manuali è fatta risalire al 1935, quando Stanton Avery inventò la prima macchina per applicare etichette adesive, fondando poi la Avery Dennison Corporation. Negli anni '50 tali macchine furono utilizzate come prezzatrici nei supermercati degli Stati Uniti.

## Tipi e funzionamento
Le prezzatrici più comuni sono:
- prezzatrici manuali, ad azionamento manuale o elettrico;
- bilance prezzatrici.

Le prezzatrici che applicano etichette con i prezzi possono essere considerate un particolare tipo di etichettatrice, ma in realtà le prezzatrici e le etichettatrici sono due tipi di dispositivi differenti, sia per il loro uso sia per il loro funzionamento. Esistono anche prezzatrici utilizzate per apporre l'indicazione del prezzo su un cartellino. In entrambi i casi, le prezzatrici hanno al loro interno un sistema per la stampa del prezzo, che può essere ad esempio un tampone inchiostratore.

### Prezzatrici manuali

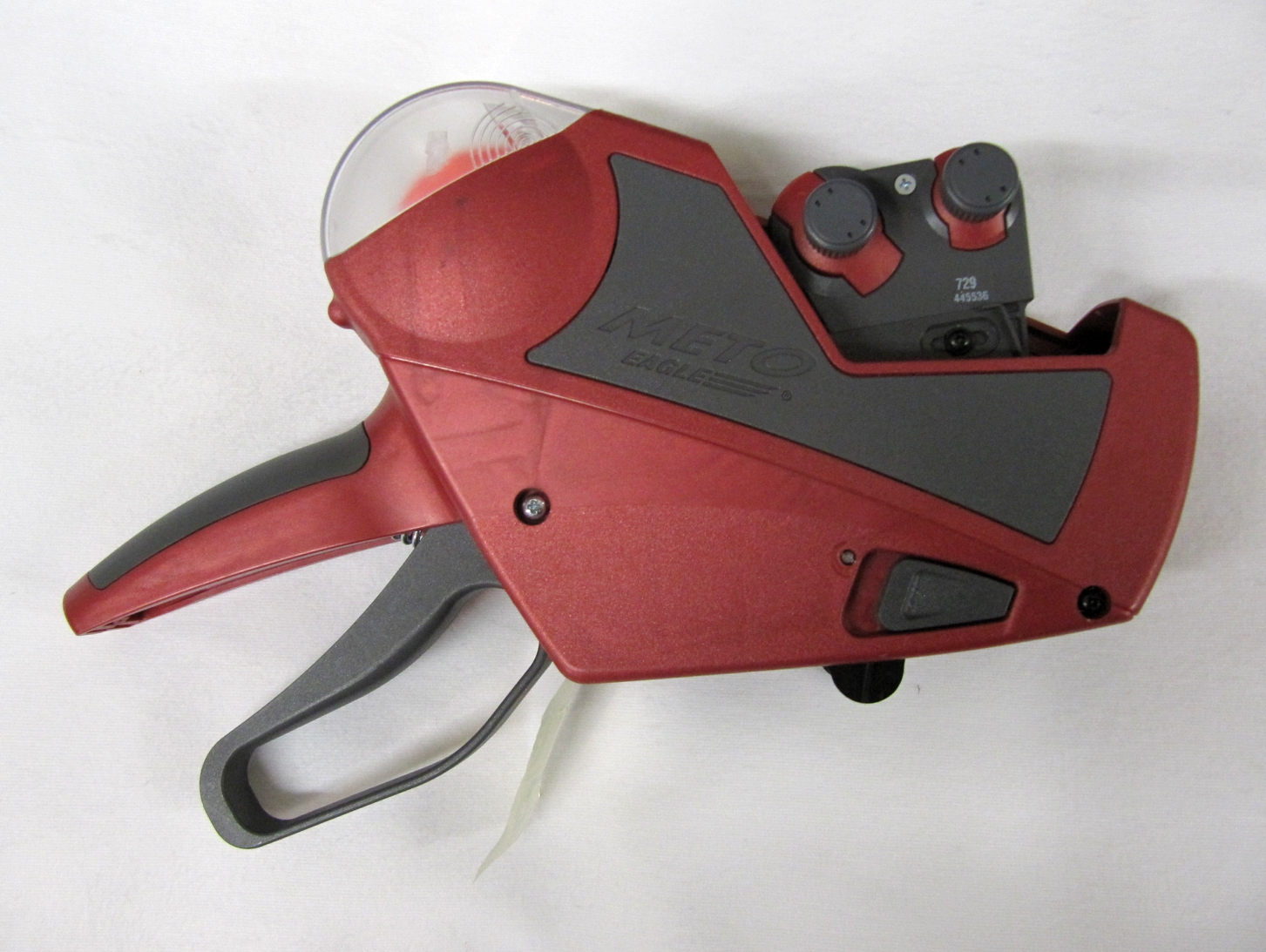
Esempio di prezzatrice manuale

Le prezzatrici manuali, per via della loro forma, sono anche dette "pistole spara-prezzi". Hanno il vantaggio di essere leggere e facilmente trasportabili a mano. Per tale motivo permettono di apporre molti prezzi in poco tempo, e sono quindi usate all'interno di supermercati o negozi che contengono un numero elevato di articoli e quindi necessitano che il prezzo sia apposto in maniera veloce.
Al loro interno contengono generalmente un tampone inchiostratore, che stampa il prezzo sulle etichette, avvolte in un rotolo che viene posizionato in un apposito alloggio apribile della prezzatrice. Una volta impostato il prezzo, attraverso una leggera pressione con la mano, il tampone stampa il prezzo e subito dopo l'etichetta viene spinta fuori, pronta per essere applicata alla merce. Appoggiando la prezzatrice sul prodotto prima di premere l'impugnatura e spostandola delicatamente dopo, è possibile applicare l'etichetta direttamente sul prodotto, senza bisogno di staccarla a mano.
Oltre alle prezzatrici ad una linea, che permettono di stampare sull'etichetta solo il prezzo, esistono anche prezzatrici a due o tre linee, per stampare anche altre informazioni sul prodotto, come il codice del prodotto, il lotto di produzione o la data di scadenza.

### Bilance prezzatrici

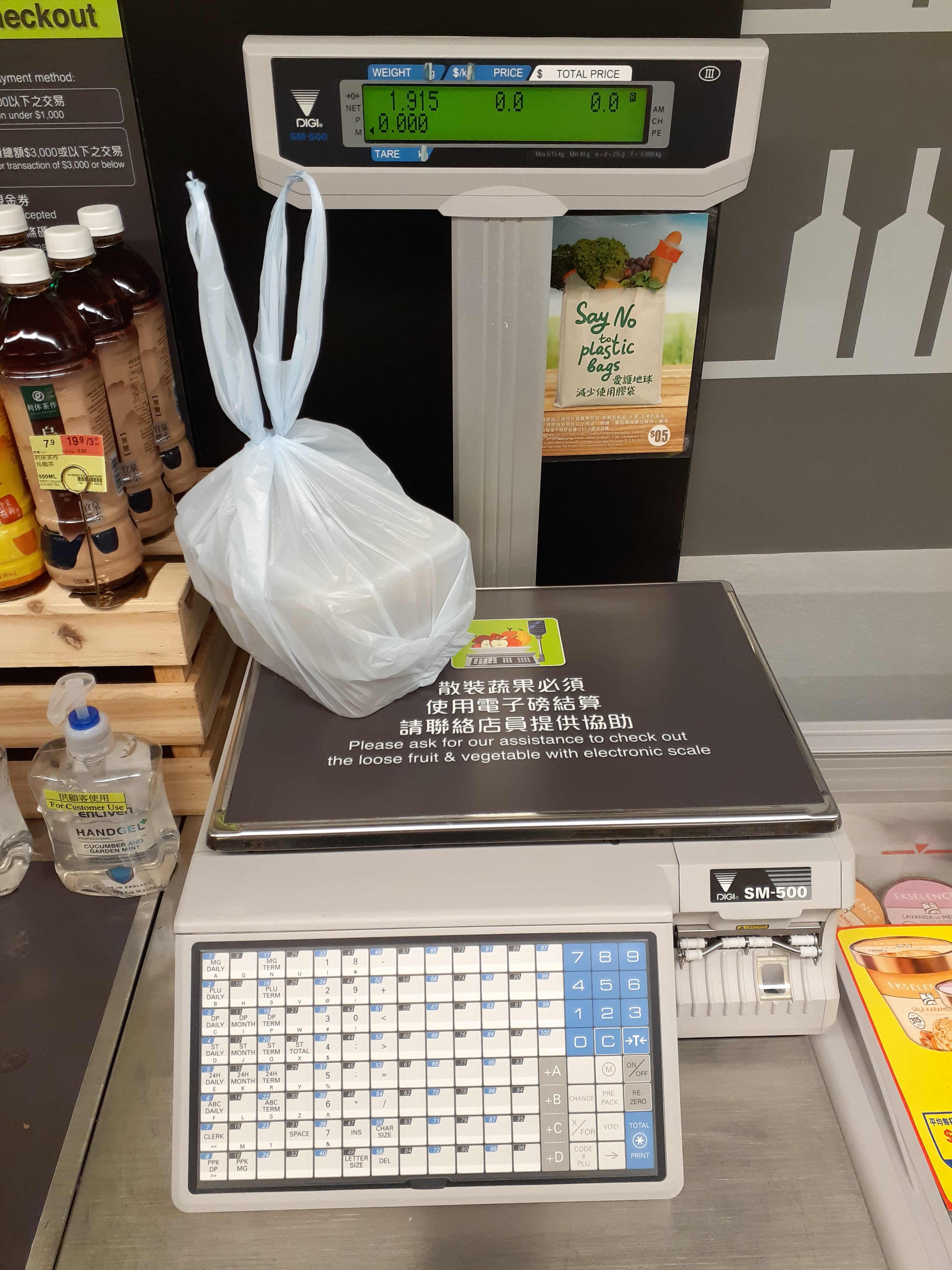
Esempio di bilancia prezzatrice

Le bilance prezzatrici sono costituite essenzialmente da una bilancia da banco con un piatto sul quale viene posata la merce per essere pesata, un'interfaccia con schermo e tastiera (oppure schermo touchscreen) per inserire il tipo (e eventualmente anche la quantità) di merce e un meccanismo per stampare su un'etichetta adesiva il prezzo, calcolato in base al tipo di merce e al suo peso. Sono utilizzate spesso nelle macellerie, nei panifici, nei fruttivendoli, pescherie o in altri negozi dove la merce è venduta a peso.